# James Strong (teólogo)
James Strong (Nueva York,14 de agosto de 1822 - Round Lake, Nueva York,7 de agosto de 1894) fue un erudito y educador bíblico metodista estadounidense y el creador de la Concordancia de Strong. Profesor de literatura bíblica en la Universidad de Troy entre 1858 y 1861, se convirtió en profesor de teología exegética en el Seminario Teológico Drew en 1868.

## Concordancia de Strong
Su obra más conocida es la concordancia bíblica que lleva su nombre, publicada por primera vez en 1890, la cual continúa siendo utilizada. La "numeración de Strong" de palabras griegas y hebreas ha sido el sistema dominante hasta la década de 2000, cuando fue complementado por la numeración de Goodrick-Kohlenberger.
Para la concordancia, Strong enumeró todas las raíces hebreas o griegas que se encontraron, para facilitar la referencia. Este sistema de numeración (8674 raíces hebreas y 5523 raíces griegas) ahora se usa ampliamente en el mundo de habla inglesa y también está ampliamente disponible en la web, donde se puede usar con muchas traducciones, a menudo junto con otras herramientas hermenéuticas.

## Otras obras
Strong fue uno de los principales contribuyentes de la Cyclopædia of Biblical, Theological and Eclesiastical Literature (10 volúmenes, aparecidos entre 1867 y 1881, con un suplemento en 2 volúmenes). Estuvo a cargo de los artículos sobre literatura bíblica, mientras que John McClintock supervisaba la literatura teológica y eclesiástica para la preparación de los primeros volúmenes. Sin embargo, con la muerte de McClintock en 1870, Strong se convirtió en el único editor supervisor del proyecto y, con la ayuda de J. H. Worman, lo dirigió hasta su finalización.
El Dr. Philip Schaff invitó al Sr. Strong a unirse a la Compañía del Antiguo Testamento del comité estadounidense de la Versión Revisada en Inglés de la Biblia, y trabajó dentro de esa compañía en la preparación de la revisión de la Biblia tanto en inglés como en los Estados Unidos, conocida como American Standard Version.